# Grillo-Werke
Grillo-Werke est une société métallurgiste familiale allemande spécialisée dans le zinc, basée en Rhénanie-du-Nord-Westphalie.

## Histoire
En 1842, Wilhelm Grillo a établi un magasin de matériel à Mülheim, dans la Ruhr et fondé en 1848 un laminoir à  zinc à Duisburg-Neumühl. Avec ses jeunes frères Friedrich (1825-1888) et Août Grillo (1823-1897), il a développé divers projets miniers et activités à Essen et Mülheim. Leur intérêt particulier est le revêtements de zinc et de zinc industrie. La société est rapidement devenu le plus grand producteur de zinc semi-fini en Allemagne. En 1855, Grillo, a construit à Oberhausen un centre de production d'oxyde de zinc , connu sous le nom "blanc de zinc". Les activités de développement industriel Grillo ont favorisé considérablement les villes d'Oberhausen, Hamborn et Mülheim, dans la Ruhr. En 1893, le groupe bénéficie des travaux d'une entreprise publique pour l'industrie du zinc.
Pendant la Seconde Guerre mondiale, dans l’usine Grillo-Funke, il y a beaucoup de prisonniers français : de janvier à septembre 1942, ils représentent les seuls étrangers de l’usine (de 115 à 176). Leur nombre baisse un peu ensuite, mais d’autres étrangers sont venus les rejoindre, des Russes d’abord, puis des Albanais et des Italiens. Ensuite, la production du groupe est tombée au point mort, mais ses outils industriels ont été reconstruits à l'exception de la fonderie de zinc. Installé à Duisbourg depuis 1974, le groupe familial Grillo-Werke à un capital de 350 millions de francs belges. Depuis 1966, la société est cotée en Bourse sous le nom AG Grillo-Werke. En 1997, il détient six usines et 1.500 employés sur le territoire allemand, en Rhénanie-du-Nord-Westphalie.
La société est la propriété de la famille Grillo, depuis la cinquième génération, même si seulement un pour cent du capital est encore détenue par les descendants de Wilhelm Grillo. À l'exception des années 1988 à 1994, il y avait encore des membres de la famille à la tête de l'entreprise, comme Ulrich Grillo, président du groupe produits de base du BDI et directeur général du groupe. Elle a réalisé des ventes d'environ 638 millions d'euros.